# Spargeltopf

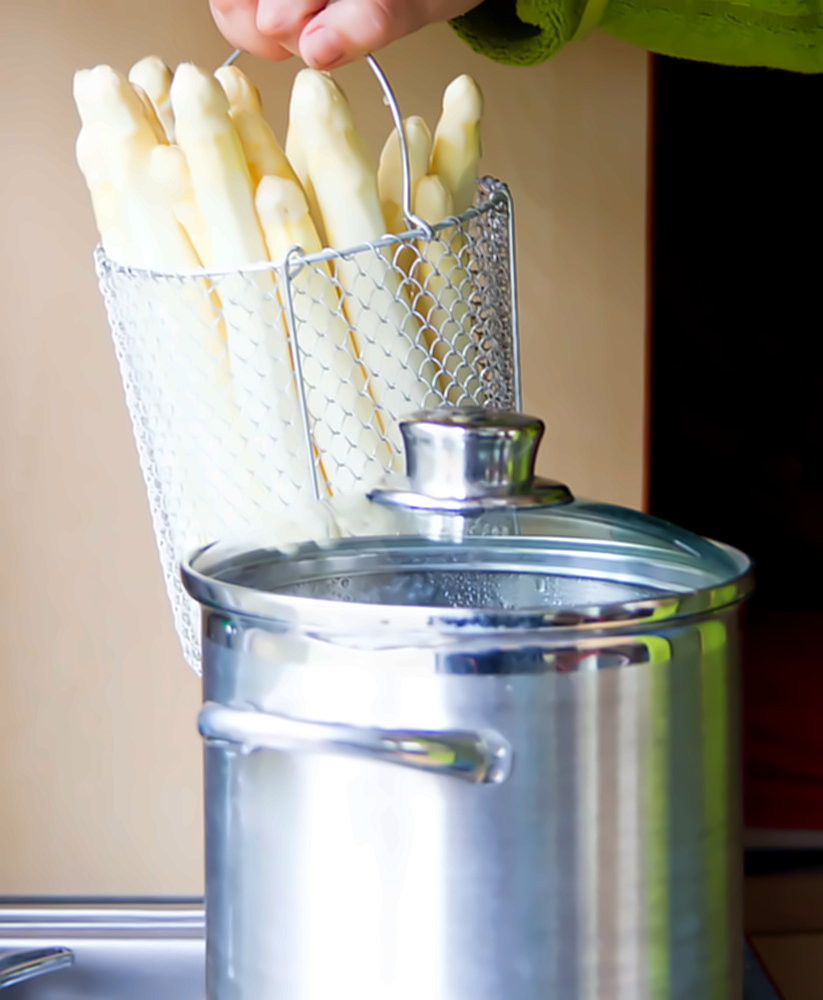
Spargeltopf mit Henkelkorbeinsatz

Ein Spargeltopf ist ein spezieller Topf zum Dampfgaren von Spargelstangen.
Spargeltöpfe haben keine einheitliche Größe. Sie sind ca. 24 bis 31 cm hoch und haben einen Durchmesser von 16 bis 18 cm. Sie wiegen 1,5 bis 2 kg, die Füllmenge beträgt 3 bis 5 Liter Wasser.
Die Höhe eines Spargeltopfes ist so ausgelegt, dass der Spargel im Stehen gekocht werden kann. Damit der Spargel nicht umkippt, hat jeder Spargeltopf einen metallenen Henkelkorbeinsatz, der auch die Entnahme des Gemüses erleichtert. Der Topf besteht in der Regel aus Edelstahl, der immer vorhandene Deckel besteht oftmals aus Glas um den Kochvorgang verfolgen zu können.
Der Topf wird nur zu zwei Dritteln mit Wasser gefüllt und der geschälte Spargel senkrecht mit den Spitzen nach oben in den Topf gestellt. Das obere Spargeldrittel soll nicht mit Wasser bedeckt sein, sondern wird durch Wasserdampf gegart.
Je nach Spargelart und Spargeldicke beträgt die Garzeit bei fest geschlossenem Deckel 12 bis 20 Minuten.